# Esteban de Bilbao Eguía
Esteban Bilbao Eguía (Bilbao, 11 de enero de 1879-Durango, 23 de septiembre de 1970), i marqués de Bilbao Eguía, fue un político carlista y franquista español que ocupó diversos cargos de relevancia política desde 1904 hasta 1965, entre los que destaca su labor como diputado, senador, presidente de la Diputación de Vizcaya, ministro de Justicia y presidente de las Cortes Españolas. 

## Biografía

### Familia
Su padre, Hilario Bilbao Ortúzar, era oriundo de Guernica, y su madre, María de la Concepción Eguía Galíndez, de Bilbao. Sus abuelos paternos, Manuel Bilbao y su esposa María de los Dolores Ortúzar, eran de Guernica. Sus abuelos maternos, Esteban Eguía y su esposa Martina Galíndez, eran de Ochandiano (Vizcaya). Esteban fue el mayor de doce hermanos y hermanas. Se casó con María Uribasterra Ibarrondo, pero no tuvieron descendencia.

### Estudios
Obtuvo el bachiller en el instituto de Bilbao en 1894, época en la que trabó amistad con Pedro Eguillor. Inició Derecho y Filosofía y Letras en la Universidad de Deusto, examinándose en la de Salamanca, universidad en la que se licenció en Filosofía y Letras en 1896 y en Derecho en 1901, con 22 años. En 1904 se doctoró en Derecho por la Universidad Central de Madrid.

### Académico
Miembro de la Sociedad de Estudios Vascos, fue el encargado de clausurar su primer congreso en Oñate en 1918. Fue nombrado vocal por la sección de estudios vascos y entre 1922 y 1926 fue nombrado representante de la sección de estudios sociales de la Sociedad de Estudios Vascos, siendo un firme mentor de la misma. Después de la guerra civil, en 1942 fue nombrado académico de la Real Academia de Legislación y Jurisprudencia, con el discurso de entrada “La idea de orden como fundamento de una filosofía política, singularmente en el pensamiento de Juan Vázquez de Mella”, leído el 9 de marzo de 1945. Presidió esta academia entre 1946 y 1964 pronunciando varios discursos de apertura de curso académico. En 1943 también fue elegido académico de la Real Academia de Ciencias Morales y Políticas, leyendo en 1949 el discurso “De la persona individual como sujeto primario en el derecho público”.

### Inicios en la política
Desde su inicio en la vida política siempre estuvo integrado en el movimiento carlista, del que llegó a ser un destacado miembro. Fue hombre de confianza de los pretendientes carlistas: conoció a Carlos VII y redactó manifiestos para Jaime III y Alfonso Carlos de Borbón. Estaba afiliado al partido carlista desde los veintitrés años y se consideraba discípulo de Vázquez de Mella. En 1904 salió elegido concejal en Bilbao, aunque permaneció poco tiempo en el puesto, al ser anulada su acta por sus protestas contra la invitación al ayuntamiento de un pastor protestante sin haber invitado también al arcipreste católico.

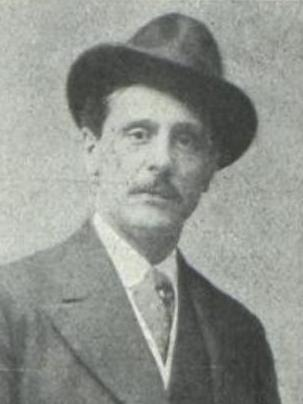
Esteban Bilbao

### Diputado
En 1907 se presenta a las elecciones por el distrito de Vitoria sin lograr el acta de diputado. El 9 de abril de 1916 es elegido diputado por el distrito de Tolosa en la provincia de Guipúzcoa, obteniendo 3601 votos de un total de 4436. Repite cargo en las elecciones del 24 de febrero de 1918, con 3199 votos de 5794.
Dentro del tradicionalismo era de orientación jaimista (partidario de Jaime de Borbón y Borbón-Parma) cuando se dividió el carlismo en 1919.
Participó en la clausura del Congreso de Estudios Vascos en 1918. En 1919 fue elegido senador por Vizcaya y en las elecciones del 19 de diciembre de 1920 diputado, por la fracción jaimista por el distrito de Estella en la provincia de Navarra, obteniendo 7546 votos de 9827 emitidos. Entre 1922 y 1926 fue representante de la Sección de Estudios Sociales en la Sociedad de Estudios Vascos.

### Dictadura de Primo de Rivera
Colaboró con la dictadura de Primo de Rivera, como presidente de la Diputación de Vizcaya desde 1926 a 1930 y miembro de la Asamblea Nacional Consultiva. Esto provocó su expulsión de los jaimistas tanto por su colaboración con la dictadura como por el reconocimiento de Alfonso XIII.

### Segunda República
Durante la Segunda República Española fue líder de la Comunión Tradicionalista, enemigo de la República e implicado en el intento de golpe de Estado de José Sanjurjo en agosto de 1932 y en las conspiraciones siguientes. Elegido Diputado a Cortes por Navarra en 1933, el gobierno de la República lo confinó en Navia de Suarna (Lugo) por sus conspiraciones.

### Guerra Civil
Al inicio de la Guerra Civil se encontraba en Bilbao, apresado, fue recluido en el barco Altuna Mendi. El 25 de septiembre de 1936 fue canjeado, a través de la Cruz Roja por Ernesto Ercoreca, pasando a zona de control del ejército sublevado, integrándose en la junta política de la FET y de las JONS.

### Posguerra

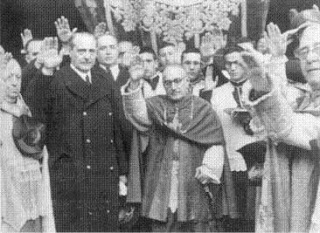
Esteban Bilbao, como ministro de Justicia, saluda brazo en alto junto al arzobispo Plá y Deniel durante la entrada solemne de este en la catedral de Toledo, marzo de 1942.

El 9 de agosto de 1939 fue nombrado ministro de Justicia en el segundo gobierno de Francisco Franco.
Desde 1943 hasta 1965 fue presidente de las Cortes Españolas y también del Consejo del Reino entre 1948 y 1965. Perteneció al Consejo Nacional del Movimiento. Del 22 al 27 de octubre de 1949 ejerció la Jefatura del Estado español como presidente del Consejo de Regencia, durante el viaje oficial de Franco a Portugal.
Fue enterrado en Durango.

### Periodista y escritor
Fue colaborador en prensa: Diario de Navarra, El Fuerista, El Diario Vasco, El Pueblo Vasco, El Correo Español, La Gaceta del Norte, El Pensamiento Navarro, El Día y la revista Tradición.

## Publicaciones destacadas
- Discursos varios, Madrid, 1940.
- Aparisi y Guijarro, San Sebastián, 1941.
- La idea del orden como fundamento de una filosofía política, singularmente del pensamiento de Vázquez Mella, Madrid, 1945.
- "Discurso del Excmo. Sr. D. Esteban Bilbao". En apéndice de: Crónica del milenario de la Cámara Santa: 1942. Oviedo: Ayuntamiento de Oviedo, 1947, págs. 27-40
- Jaime Balmes y el pensamiento filosófico actual, Barcelona, 1949
- La idea de la justicia y singularmente de la justicia social, Madrid, 1949.

### Artículos
- Comunión Tradicionalista (15/1/1934) en Tradición.